# Staw przy Szosie
Staw przy Szosie – zespół stawów rybnych zlokalizowany pomiędzy Drawskim Młynem (na wschód od tej miejscowości), a dawnym folwarkiem Zawada, na bezimiennym dopływie Noteci.
Od północy zespół sąsiaduje z drogą wojewódzką 181, co dało asumpt nazwie. Posiada bardzo wydłużony kształt na osi wschód-zachód. W większości otoczony zwartymi kompleksami borów sosnowych Puszczy Noteckiej. Oprócz stawów rybnych na zespół akwenów składa się też staw młyński w Zawadzie, przy którym stoi nieczynny budynek młyna wodnego. Kontynuacją zespołu był położony na wschód Staw Żydowski.